# Maria Alm
Maria Alm település Ausztriában, Salzburg tartományban a Zell am See-i járásban található. Területe 125,41 km², lakosainak száma 2 079 fő, népsűrűsége pedig 17 fő/km² (2014. január 1-jén). A település 802 méteres tengerszint feletti magasságban helyezkedik el.
A település részei:
- Aberg (70 fő, 2011. október 31-énen (in Klammern Einwohnerzahl Stand 31. Oktober 2011[3])
- Alm (861)
- Bachwinkl (54)
- Enterwinkl (108)
- Griesbachwinkl (120)
- Hinterthal (227)
- Krallerwinkl (163)
- Schattberg (169)
- Schloßberg (51)
- Sonnberg (190)

## Fordítás
- Ez a szócikk részben vagy egészben  a   Maria Alm című angol Wikipédia-szócikk ezen változatának fordításán alapul.  Az eredeti cikk szerkesztőit annak laptörténete sorolja fel. Ez a jelzés csupán a megfogalmazás eredetét és a szerzői jogokat jelzi, nem szolgál a cikkben szereplő információk forrásmegjelöléseként.